# 日本労働組合総評議会
日本労働組合総評議会（にほんろうどうくみあいそうひょうぎかい）は、かつて存在した日本における労働組合のナショナルセンター。略称は総評（そうひょう）。1950年に設立され、日本社会党を支持・議員を多数輩出し、戦後日本における最大の全国的労働組合の中央組織・圧力団体であった。1980年代後半以降の労働戦線統一の流れにより、日本労働組合総連合会（連合）に発展的解消を遂げる形で1989年に解散した。

## 来歴

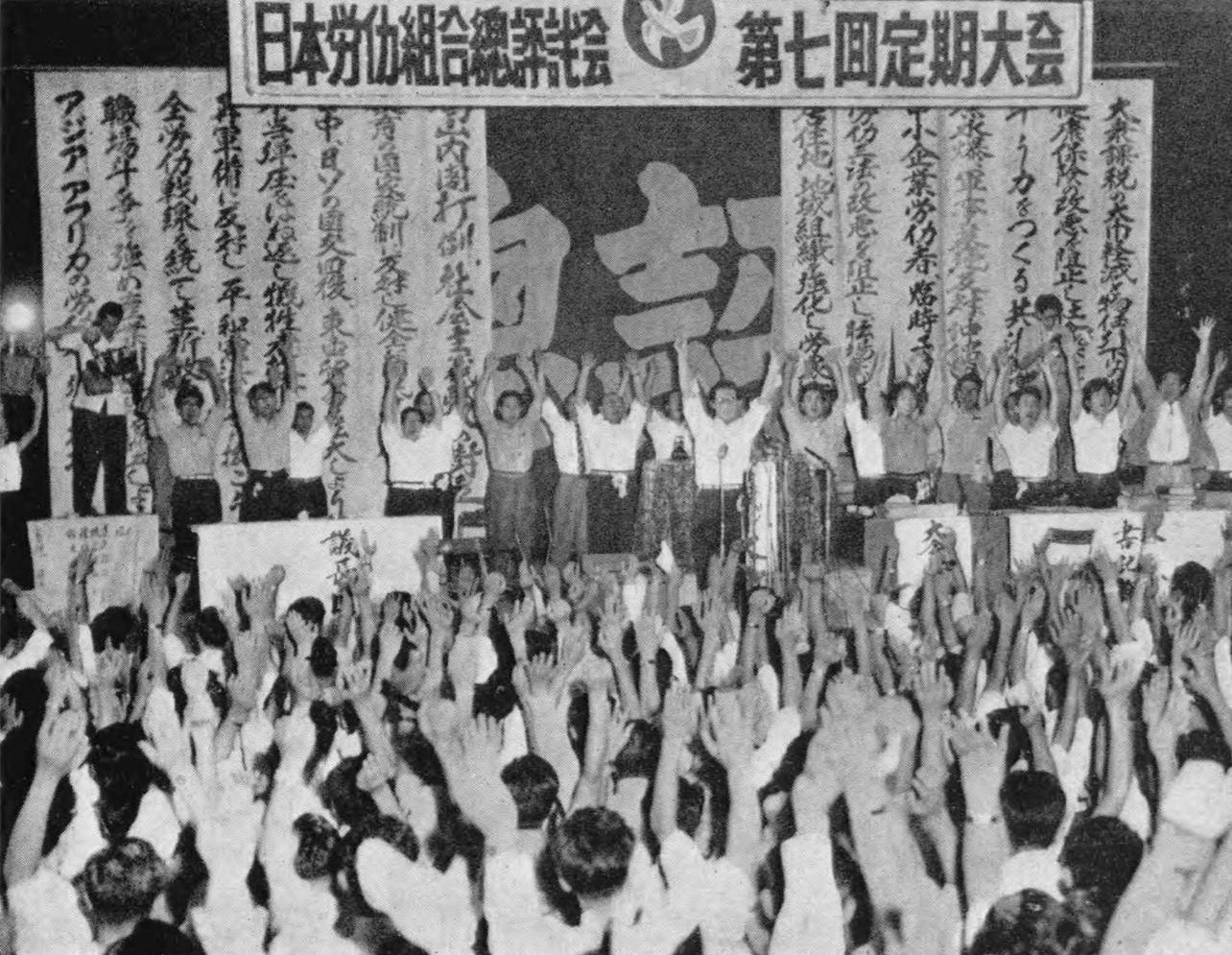
総評の第7回定期大会（1956年8月）

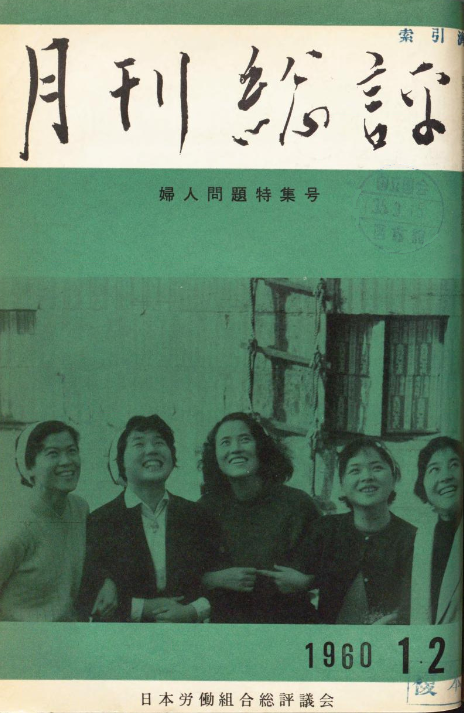
『月刊総評』1960年1・2月合併号

第二次世界大戦の日本敗戦後、連合国軍最高司令官総司令部（GHQ）の保護と育成の下に再出発した日本の労働運動は経済・社会情勢を背景に急進的かつ政治的色彩の濃いもので、日本共産党も大きな影響力を及ぼしていた。しかし冷戦の勃発によりGHQが反共姿勢（いわゆる「逆コース」）を強めたことに伴い、1947年（昭和22年）の二・一ゼネスト中止、東宝争議への米軍出動など、日本共産党の影響力が強い産別会議や全労連などに集約されていた労働運動は行き詰まりをみせた。1948年（昭和23年）にはGHQの意向により政令201号が公布され、公務員の争議権が剥奪された。さらに1950年（昭和25年）にはレッドパージにより共産党員とシンパが大量解雇されるに至った。
そのため労働組合主義や日本共産党の排除、国際自由労連（世界労連から分裂して結成）加盟などを指向する運動潮流の分岐と結集が進んだ。
1950年（昭和25年）7月11日、日本労働組合総評議会（総評）の結成大会が東京都港区の東交会館で行われた。初代議長には炭労出身の武藤武雄、事務局長には都市交出身の島上善五郎が選出され、総同盟、国労、日教組、都労連、海員組合、私鉄総連など主要なナショナルセンターと単産（産業別単一労働組合の略）が参加した。総評結成にはGHQの強い意向が働いており、結成大会で日本共産党排除や国際自由労連への接近を内容とする大会宣言を採択し、産別会議・全労連とは一線を画する労働組合として出発した。
こうしてGHQの援助の下に、反共的色彩の強いナショナルセンターとして出発した総評であったが、翌1951年3月10日の第二回大会で、講和をめぐって民同左右が対立し、行動綱領として再軍備反対・全面講和・中立堅持・軍事基地反対の平和四原則を決定し、国際自由労連に加盟する議案を否決するなどして、右派が後退し、早くも左傾・反米へと方向転換した。事務局長に高野実を選出した。吉田内閣が国家公安保障法（後に破防法として成立）、集会デモ取締法、ゼネスト禁止法、労働三法改正の成立を図ったことに対し、同1951年6月に「労働法規改悪反対闘争委員会」（労闘）を設置し、国会審議中の1952年には政治ゼネストを4波にわたって行った（労闘スト）。日本炭鉱労働組合連合会（炭労）と電力会社の単産である日本電気産業労働組合（電産）を筆頭に、加盟単産も戦闘的な労働争議を展開した。総評のこの変化を当時のマスコミは「ニワトリからアヒルへ」と呼んだ。一説に、これは総評の変化を当時のGHQ労働組合担当者が「チキン（臆病者）が役立たず（lame duck、レームダック）になった」と罵ったのを、通訳が理解できず「アヒルになった」と直訳したからという。
1952年7月の第3回大会では、右派の国際自由労連一括加盟案が否決され、左派社会党への支持を決定して左派路線を明確にした。人事においても電産委員長の藤田進が新たに選ばれるとともに高野実が事務局長に再選され、民主化同盟（民同。二・一ゼネスト中止後に労組内から日本共産党の勢力を排除する）左派の主導権が確立した。一方で右派は役員を出さず、総評内の左右の対立は深まっていった。
1952年12月25日、全繊同盟・海員組合・全映演・日放労の4単産は、総評指導部の政治闘争を重視した指導を批判する「総評批判――民主的労働組合の立場に立って」と題する声明を発表し、右派系組合と執行部の確執が表面化した（4単産批判）。両者の対立は解消されることなく、7月8日の第4回大会を経た1953年7月から11月にかけて日放労を除く右派系の3単産は相次いで総評から脱退し、右派ナショナルセンターである総同盟を1951年6月に再建、1954年4月22日には新たな連絡協議体として全日本労働組合会議（全労）を結成した。
一方で総評は3単産の脱退を機に階級闘争を基本的理念とし、資本主義体制の変革を目標に据え、第2回大会以来の路線転換を完成させた。日本社会党支持を運動方針に明記し、反戦平和の運動を進めた。総評の持つ政治的影響力は絶大で、しばしば横紙破りな行動が物議をかもしたところから「昔陸軍、今総評」などと揶揄された。この総評の左派路線形成には社会主義協会の影響があった。関係者の回想では、1950年代後半から1960年代にかけて、総評本部の専従者はほとんどが社会主義協会会員であったという。
1958年2月15日、産別会議は2つの単産が加盟していたのみだったが、その1つの主力単産である全日本金属労働組合（全金属）が総評の全国金属労働組合（全国金属）と統合して総評へ合流し、同時に産別会議も解散した。
同年8月15日、和歌山県で勤務評定反対、民主教育を守る国民大会を開催。行われたデモで警官隊と衝突。また、傘下の労働者子弟の登校拒否を支持した。
1961年5月18日、週刊誌『新週刊』を創刊、1962年7月5日、廃刊、負債4億700万円、1962年7月24日、週刊新社（石川達三）から再刊、10月16日、休刊。
1978年（昭和53年）には、OECD労働組合諮問委員会へ参加した。
1983年（昭和58年）には49単産451万人、全組織労働者の36%が総評傘下にあり、その約7割は官公労働者であった。毎年中立労連とともに春闘共闘会議を組織し、春闘を賃金決定機構として定着させた。
1987年に発足した全日本民間労働組合連合会（全民労連。後の日本労働組合総連合会（連合））に合流するため、1989年11月に解散した。
総評の政治活動を継承する組織としては、1989年9月に総評センターが作られ、さらに1992年10月には社会党と連帯する労組会議に移行。そのようにして、連合とは別の形態で日本社会党（のちに社民党）を支持していたが、民主党の結成後は軸足を民主党に移す動きが強まり、1997年7月に民主・リベラル労組会議に移行。1999年5月には、連合政治センターの結成に伴い、民主・リベラル労組会議も解散し、独自の政治活動に一応の終止符を打った。
2017年10月には立憲民主党が結成され、旧総評系労組の組織内議員の大半が参加した。

## 政治活動
日本社会党支持を運動方針に明記し、日本共産党とは個別の課題で共闘するとしていた。1964年の4.17ゼネスト問題で、日本共産党がストライキに反対する方針をとった結果、一部の組合では組合内の日本共産党員に対して攻撃をかけることもあった。

## 加盟組合
解散を決定した臨時大会（1989年11月）が開かれる直前である、1989年7月の加盟単産を以下に示す。結成当初は民間の基幹産業の単産も多く加盟していたが、民間労組の多くが同盟に加盟するようになると、官公庁労組が中心となった。
- 全日本自治団体労働組合（自治労）
- 日本教職員組合（日教組）
- 全日本水道労働組合（全水道）
- 日本都市交通労働組合（都市交）
- 国鉄労働組合（国労）
- 日本私鉄労働組合総連合会（私鉄総連）
- 日本鉄道産業労働組合総連合（鉄産総連）
- 全逓信労働組合（全逓） - 現：日本郵政グループ労働組合（JP労組）。
- 電気通信情報産業労働組合連合（情報通信労連） - 前身は全国電気通信労働組合（全電通）と電電公社系企業の労働組合で構成された電通労連で、NTTへの民営化に伴い改称した。現：情報産業労働組合連合会（情報労連）。
- 日本炭鉱労働組合（炭労）
- 日本鉄鋼産業労働組合連合会（鉄鋼労連） - 現：日本基幹産業労働組合連合会。総評加盟だったが民社党との関係も強かった。
- 日本国家公務員労働組合連合会（国公労連）- 総評反主流派（統一労組懇）の有力労組の一つで、総評解散後は全労連結成に参加した。
- 日本医療労働組合連合会（日本医労連） - 総評反主流派（統一労組懇）の有力労組の一つで、総評解散後は全労連結成に参加した。
- 全日自労建設一般労働組合（建設一般全日自労）-  総評反主流派（統一労組懇）の有力労組の一つで、総評解散後は全労連結成に参加した。
- 全日本運輸一般労働組合（運輸一般）- 総評反主流派（統一労組懇）の有力労組の一つで、総評解散後は全労連結成に参加した。
- 全国一般労働組合（全国一般）- 中小零細業者を対象とする。
- 全国自動車交通労働組合連合会（全自交労連）
- 全日本港湾労働組合（全港湾）
- 日本放送労働組合（日放労）
- 日本新聞労働組合連合（新聞労連）
- 全国競走労働組合（全競労）
- 全国農林漁業団体職員労働組合連合（全国農団労）
- 総評・全日本建設運輸連帯労働組合（全日建運輸）
- 総評・全日本建設産業労働組合（全日建）
- 全日本造船機械労働組合（全造船機械） - 2016年解散。
- 全日本電力労働組合協議会（全電力） - 前身は1947年結成の日本電気産業労働組合（電産）。1996年電力総連に吸収され消滅。
- 全駐留軍労働組合（全駐労）- 在日米軍基地労働者の労働組合。現在国公連合加盟。
- 全国金属労働組合（全国金属）- 現在のJAM。
- 日本非鉄金属産業労働組合連合会（非鉄金属労連） - 全日本金属鉱山労働組合連合会（全鉱）から移行して結成。現在の日本基幹産業労働組合連合会。
- 合成化学産業労働組合連合（合化労連） - 現在のJEC連合。
- 日本繊維産業労組連合会（繊維労連）- 1998年に日本繊維生活産業労働組合連合会（繊維生活労連）に改称。2002年にUIゼンセン（現在のUAゼンセン）に統合。
- 全国印刷出版産業労働組合総連合会（全印総連） - 全労連に加盟。
- 全国山林労働組合（全山労）- 現在の森林労連。
- 全日本海運労働組合連合会（全海連）- 1998年解散。[9]一部は全国一般に合流[10]するもその後の趨勢は不明。
- 日本自動車運転士労働組合（自運労）- 現在の労供労連。
- 全日通労働組合（全日通）- 日本通運の企業別労働組合。運輸労連加盟。
- 全日本ホテル労働組合連合会（ホテル労連）- 現在のサービス連合。
- たばこ産業労働組合共闘会議（たばこ共闘）
- アルコール専売労働組合（アル専）- 民営化後は日本アルコール産業株式会社となる。その関連会社の日本合成アルコール労組はJEC連合に加盟している。
- 放射線影響研究所労働組合（放影研労組）- 現在は自治労加盟。
- 全国高齢者退職者連絡協議会（全国高退連）
- 全農林労働組合（全農林）
- 全林野労働組合（全林野）- 現在の森林労連。
- 全造幣労働組合（全造幣）
- 全印刷局労働組合（全印刷）
- 全北海道開発局労働組合（全開発）
- 全財務労働組合（全財務）
- 大蔵省職員組合（大蔵職組）
- 沖縄国家公務員労働組合（沖縄国公労）
- 会計検査院職員労働組合（会計労）
- 政府関係特殊法人労働組合協議会（政労協）
- 住宅産業労働組合連絡協康会（住宅労協） - オブザーバー加盟。

### 脱退した加盟単産
- 全国繊維産業労働組合同盟（全繊同盟、のちゼンセン同盟）- 総評を批判して1953年（昭和28年）に脱退し全日本労働組合会議（全労会議）を結成、1964年（昭和39年）に全労会議を解散して全日本労働総同盟（同盟）を結成した。同盟は労使協調路線と反共主義を掲げ民社党を支持し、日本社会党を支持する総評と激しく対立した。このため1960年代から1980年代前半までの労働運動が盛んだった時代には、同じ職場内で総評系と同盟系の労組が対立・衝突するという、労使対立ならぬ「労労対立」が生じる事態も起きた。1987年（昭和62年）の日本労働組合総連合会（連合）結成後は旧同盟系が主流派となり、これに反発した社会党左派の一部が全国労働組合連絡協議会（全労協）を結成することとなった。
- 全日本海員組合（海員組合、または全日海）- 全繊同盟とともに全日本労働組合会議（全労会議）を結成し加盟。
- 全国映画演劇労働組合（全映演） 全繊同盟とともに全日本労働組合会議（全労会議）を結成し加盟。
- 国鉄動力車労働組合（動労） - 国鉄分割民営化を目前に控えた、1985年（昭和60年）7月15日から18日にかけて開催された総評第75回定期大会後に脱退[11]。同大会では動労の国鉄分割民営化への対応が集中的に批判され、動労は大会中に退席した。同年9月7日に総評幹事会は動労の総評脱退届を受理した。
- 鉄道弘済会労働組合（鉄弘労・TKU） - 1987年6月末に財政負担を軽減するためとして脱退[12]。
- 全国紙パルプ産業労働組合連合会（紙パ労連） - 1988年2月、紙パ総連合と統合し紙パ連合を結成して脱退。

## 歴代議長
- 武藤武雄（1950年7月～1952年7月、炭労出身）
- 藤田進（1952年7月～1953年7月、電産出身）
- 藤田藤太郎（1953年7月～1956年8月、私鉄総連出身）
- 原口幸隆（1956年8月～1958年7月、全鉱出身）
- 太田薫（1958年7月～1966年8月、合化労連出身）
- 堀井利勝（1966年8月～1970年8月、私鉄総連出身）
- 市川誠（1970年8月～1976年7月、全駐労出身）
- 槙枝元文（1976年7月～1983年7月、日教組出身）
- 黒川武（1983年7月～1989年11月、私鉄総連出身）

## 歴代事務局長
- 島上善五郎（1950年～1951年、都市交出身）
- 高野実（1951年～1955年、全国金属産業労働組合同盟（全国金属）出身）
- 岩井章（1955年～1970年、国労出身）
- 大木正吾（1970年～1976年、全電通出身）
- 富塚三夫（1976年～1983年、国労出身）
- 真柄栄吉（1983年～1989年、自治労出身）

## 地方組織

### 大阪地方評議会（大阪総評）
関西において、1945年11月に総同盟関西組織準備会ができており、早い段階で戦後の労働運動を統一する動きが関西から生じていたものの、共産党が産別会議を組織し、1946年9月に産別関西地方会議が結成したことにより、総同盟と産別会議に二分されていた。その後、1948年7月の官公労争議権否認、49年のドッヂ・ラインによる首切りの増加の中で労働組織法の改正や下山・三鷹・松川事件に便乗した争議弾圧が続いた。
そのような中、「当時の共産党の強引な指導と無謀な闘争を批判する労組によって、全国に先がけて48年3月大阪地方労組民主化連盟が結成されていたが、49年の首切りと弾圧の嵐の中で、10月私鉄関西地連の提唱により労働戦線統一促進協議会が日共指導に反対する労組により発足、翌50年4月には東京に呼応して総評関西地連世話人会に発展」する形で組織化されていった。
1950年7月11日に東京にて総評が結成されて以降、（地域毎ではなく）各府県毎に組織することとなり、8月11日に総評大阪地評結成準備会が発足、1951年2月9日に大阪地方評議会が中之島中央公会堂3階ホールで結成。総評を支えるローカル・センターとして最も最初に結成された地方組織となった。
1961年6月末時点で、民間23単産、官公労26単産が加盟していた。ただし、総評には加盟しているが、地評未加盟の単組が、民間4単産、官公労8単産となっていた。
解散直前である1988年当時の組合員数が361,937名であった。
大阪総評の解散後、所蔵していた議事録などは、大阪産業労働資料館（エル・ライブラリー）に移管されて保存されている。